# Нестор Летописец
Не́стор Летопи́сец, также Не́стор Пече́рский, Не́стор Ки́евский (ок. 1056—1114) — древнерусский агиограф конца XI — начала XII веков, монах Киево-Печерского монастыря. Составитель «Жития Феодосия Печерского» и «Жития Бориса и Глеба». Традиционно считается также одним из составителей «Повести временных лет», которая наряду с «Чешской хроникой» Козьмы Пражского и «Хроникой и деяниями князей или правителей польских» Галла Анонима имеет фундаментальное значение для славянской истории и культуры. Однако из всех списков «Повести временных лет» его имя как автора читается только в позднем Хлебниковском списке XVI века. Ряд учёных рассматривает данное упоминание как вторичную вставку и отвергает причастность Нестора к летописанию.
Канонизирован Русской православной церковью в лике преподобных.
Нестор под именем Нестор-Летописец Печерский входит в список святых Римско-католической церкви.

## Сведения о жизни
Из написанного Нестором «Жития Феодосия Печерского» известно, что он был пострижен в Киево-Печерском монастыре при игумене Стефане (1074—1078) и возведен им в сан диакона. Там же Нестор сообщает, что до «Жития Феодосия» он составил «Житие Бориса и Глеба».
В Лаврентьевском списке (1377) «Повесть временных лет» озаглавлена: «Се повести времяньных лет…». В Ипатьевском списке (начало 1420-х годов) после слова «лет» написано: «черноризца Федосьева манастыря Печерьскаго», то есть некоего монаха Киево-Печерского монастыря (одним из основателей которого был Феодосий Печерский). И только в позднем Хлебниковском списке (конец 1550-х — начало 1560-х годов) читается: «Нестера черноризца Федосьева манастыря Печерского». Этот список был составлен в конце 1550 — начале 1560 годов, в нём на листах 2—7 имеются собственноручные правки киевского митрополита Петра Могилы от 1637 года, в том числе им внесено в заголовок имя «черноризца Федосьева монастыря Печерьскаго» Нестора. Дважды Нестор-летописец упоминается в сочинениях жившего в XIII веке печерского инока Поликарпа, дошедших в составе Киево-Печерского патерика. В датируемом 1214—1226 годами послании Поликарпа к архимандриту Акиндину прямо указывается на Нестора как автора летописи («Нестер, иже тъй написа Летописец»). Второй раз Нестор упомянут в сочинении Поликарпа о Дамиане, Иеремии, Матфее и Исакии: «блаженный Нестер в Лѣтописци написа о блаженых отцихъ: о Демиане, и Еремѣи, и Матфѣи, и Исакыи».
В Лаврентьевском, Радзивилловском и Московско-Академическом списках «Повести временных лет» текст обрывается на статье 1110 года, за которой следует запись игумена киевского Михайловского монастыря на Выдубичах Сильвестра о том, что в 1116 году при князе Владимире Мономахе им был написан «летописец» (летопись).
Из текста самой «Повести временных лет», предположительно, следует, что в конце XI века Нестор жил в Киево-Печерском монастыре: в известии под 1096 годом о набеге половцев на монастырь сказано: «И приидоша на манастырь Печерьскый, нам сущим по кельям почивающим по заутрени». Кроме того, Нестор, предположительно, был ещё жив в 1106 году: тогда, пишет он, скончался «старець добрый» Янь, «у него же аз слышах многа словеса, яже вписах в летописиць». Больше достоверных сведений о Несторе, в том числе и о его внешнем виде, нет.

## Историография
Историк XVIII века В. Н. Татищев считал, что Нестор Летописец родился на Белом Озере.
Исследователи XVIII — первой половины XIX века считали Нестора первым русским летописцем. Преобладала точка зрения о «Повести временных лет» как летописи, составленной единолично Нестором. Исследования филолога А. А. Шахматова позволили отказаться от этой точки зрения и раскрыть длительность и многоэтапость формирования текста летописи. Шахматов считал Нестора автором первой, несохранившейся редакции «Повести временных лет».
Существуют различные мнения об участии Нестора в летописании. Основанием для атрибуции Нестору «Повести временных лет» является свидетельство Киево-Печерского патерика, где в числе монахов данного монастыря XI века, упоминается «Нестор, иже написа летописец», а также наличие имени Нестора в заглавии «Повести временных лет» в составе Хлебниковского списка XVI века Ипатьевской летописи: «Повесть временных лет черноризца Нестера Феодосьева манастыря Печерьскаго, откуду есть пошла Русская земля…». В старшем списке той же летописи, Ипатьевском, начала XV века, имя Нестора отсутствует.
Сомнения в принадлежности Нестору-агиографу текста «Повести временных лет» исследователи высказывают с начала XIX века. Сторонниками авторства Нестора ему атрибутированы высказывания от первого лица в статьях 1051 и 1091 годов «Повести временных лет». Утверждалось, что весь данный летописный текст за вторую половину XI — начало XII века был единолично написан Нестором. Филологи Р. Ф. Тимковский, А. М. Кубарев, П. Казанский и другие исследователи считали, что в этом случае имеются значительные противоречия между «Повестью временных лет» и «Житием Феодосия Печерского», принадлежность которого Нестору не подвергается сомнению. Представители «скептической школы» (сторонники скептического взгляда на начало русского летописания уже в XI веке: М. Т. Каченовский, С. М. Строев и др.) считали, что известные списки летописей представляют собой поздние «сборники» XIII века, а монах XI века не мог «написать что-нибудь хотя несколько похожее на эти сборники». Филолог А. А. Шахматов дал объяснение разночтению, предположив, что Житие Феодосия было создано в 1080-х годах, а летопись была составлена им на 25 лет позже. Также, по мнению Шахматова, «Нестор, составляя Повесть временных лет, включил в нее старший Киевский свод… в этом-то своде и находились статьи, противоречащие Житию Феодосия». Из числа фрагментов «Повести временных лет», написанных летописцем от первого лица (летописные статьи 1051, 1091 и 1106 годов), Шахматов атрибутировал Нестору лишь слова «егоже повелению бых аз, прьвое самовидец» в известии о перенесении мощей Феодосия, тогда как читающийся там же фрагмент: «аз же грешный твой раб и ученик…» учёный относил к авторству составителя «Начального свода».
В поздней, Кассиановской редакции Киево-Печерского патерика к авторству Нестора отнесено «Сказание, что ради прозвася Печерьскый монастырь», которое частично совпадает с летописной статьёй 1051 года «Повести временных лет», а также «Слово… о пренесении мощей Феодосия». Однако этих текстов нет в древнейшей, Арсениевской редакции патерика. По мнению А. А. Шахматова, приписывание их Нестору и вставка его имени во фразу «придох же и аз к нему худый и недостойный аз раб Нестор, и прият мя, тогда лет сущу 17 от рождения моего» объясняется тем, что Кассиан считал Нестора единоличным автором «Повести временных лет».
По мнению О. В. Творогова, атрибуция Нестору летописного текста не имеет неопровержимых доказательств, что продолжает вызывать сомнения ряда исследователей в отождествлении Нестора-агиографа и Нестора-летописца. Ряд учёных рассматривает упоминание Нестора в Хлебниковском списке как вторичную вставку, внесённую киевским митрополитом Петром Могилой в 1637 году. Исследователи указывали на противоречия между отдельными сведениями, читающимися в «Повести временных лет» о Киево-Печерском монастыре, и теми сведениями, которые даются об этом же монастыре в достоверно принадлежащих Нестору произведениях, в частности, в «Житии Феодосия Печерского». Слог Нестора-агиографа очень своеобразен и не похож на слог составителя «Повести временных лет».
Литературовед А. С. Дёмин и историк В. Я. Петрухин считают Нестора летописцем.

## Канонизация и мощи
Житие появляется лишь в старопечатном Киево-Печерском патерике, изданном в 1661 году. Из этого источника его включил в свою «Книгу житий святых» святитель Димитрий Ростовский. Служба Нестору была составлена не ранее 1763 года.
Канонизирован (как преподобный Нестор Летописец) Русской православной церковью; день памяти — 27 октября по юлианскому календарю. Мощи находятся в Ближних (Антониевых) пещерах Киево-Печерской лавры.

## Память
В СССР и на Украине были выпущены почтовые марки, посвящённые Нестору.
Украинская православная церковь (Московского патриархата) учредила Орден преподобного Нестора Летописца.
Национальный банк Украины выпустил в 2006 году золотую юбилейную монету, посвящённую Нестору Летописцу, номиналом в 50 гривен.
Памятники Нестору Летописцу установлены в Киеве, Владимире, Луганске (в 1994 году у здания областной универсальной научной библиотеки им. М. Горького) и Борисполе (Киевская область, открыт 27 июня 2017 года).
В Киеве возведены два храма во имя преподобного Нестора Летописца: по улице Промышленной (в 2010 году) и по улице Доброхотова на территории Киевского университета права НАН Украины (в 2013 году).
На Украине 9 ноября в день чествования памяти преподобного Нестора-Летописца с 1997 года празднуется День украинской письменности и языка.

## Галерея
- Нестор Летописец на Памятнике «1000-летие России» в Великом Новгороде
- «Нестор-летописец», В. М. Васнецов, 1885—1893
- Нестор Летописец, автор «Повести временных лет» (скульптура работы Марка Антокольского)
- Почтовая марка СССР, 1956 год, номинал 40 коп.
- Почтовая марка СССР, 1978 год. Первое упоминание о посылке вестей на Руси. Автопортрет летописца Нестора
- Почтовая марка Украины, 1998 год. Монах-летописец Нестор
- Орден преподобного Нестора Летописца, учреждённый Украинской православной церковью
- Золотая юбилейная монета Украинского Национального банка, посвящённая Нестору Летописцу
- Памятник Нестору Летописцу в Борисполе, Украина